# Giuseppina Projetto
Giuseppina Projetto-Frau, född 30 maj 1902 i La Maddalena på Sardinien, död 6 juli 2018 i Montelupo Fiorentino på Toscana, var en italiensk kvinna som blev 116 år och 37 dagar gammal. Hon var världens näst äldsta då levande person efter den ett år äldre japanskan Chiyo Miyako som avled bara 16 dagar efter henne. Projetto var även den näst äldsta italienaren någonsin efter Emma Morano och Europas näst äldsta person någonsin efter Morano och spanjorskan Ana María Vela Rubio, den näst yngsta av hittills endast 17 fullt verifierade personer som levt till minst 116 års ålder och den äldsta levande italienaren från Moranos död 15 april 2017 och även Italiens äldsta levande invånare från amerikanskfödda Marie-Josephine Gaudettes död 13 juli 2017 och från spanjorskan Ana María Vela Rubios död 15 december 2017 Europas äldsta levande person. Efter hennes död blev den 10 månader yngre Maria-Giuseppa Robucci Italiens och Europas äldsta levande person. Maria Giuseppa Robucci dog i juni 2019, 116 år och 90 dagar gammal.
Projetto gifte sig år 1946 och fick tre barn tillsammans med Giuseppe Frau.
Projetto var den sista levande människan född 1902.